# Sigismund Pirchan
Sigismund Pirchan (* um 1390 in Rosenberg; † 15. Juni 1472 in Enns) war Abt des Klosters Hohenfurt und Weihbischof in Passau.

## Leben
Sigismund Pirchan erscheint zuerst 1414 als Mönch des Klosters Hohenfurt. Während der Hussitenkriege musste er, wie die meisten anderen Mönche auch, das Kloster verlassen und fand mehrere Jahre Zuflucht im Minoritenkloster Krumau. Dort wurde er, nachdem sein Vorgänger Pribislaus zurückgetreten war, zum Abt gewählt. In dieser Funktion war er mehrfach als Gesandter Ulrichs von Rosenberg tätig, den er wahrscheinlich schon 1433 zum Basler Konzil begleitete. Als Abgesandter des wirtschaftlich ausgebluteten Rosenbergers reiste er auch zu Kaiser Sigismund nach Bruck an der Mur, um dort Mittel zum Kampf gegen die Hussiten zu erwirken, hatte aber wohl wenig Erfolg.
1441 wieder in Basel, wurde er dort von Papst Felix V. mit dem Titularsitz Salona zum Weihbischof in Passau ernannt, unter Beibehaltung der Abtswürde. Da diese Regelung aber gegen die Satzungen des Zisterzienserordens verstieß, verlangte der Hohenfurter Konvent eine neue Abtwahl, die 1442 durchgeführt wurde. Sigismund erscheint danach nur noch als Weihbischof, als der er mehrere Weihehandlungen in Oberösterreich und Böhmen vornahm, 1465 auch eine Altarweihe in Hohenfurt.
Seine letzten Lebensjahre wohl aus Altersgründen zur Amtsführung nicht mehr in der Lage, lebte er in seiner Bischofsresidenz in Enns, wo er 1472 starb und in der Laurentiuskirche beigesetzt wurde.